# Ґлажево-Холеви
Ґлажево-Холеви (пол. Głażewo-Cholewy) — село в Польщі, у гміні Млинаже Маковського повіту Мазовецького воєводства.
Населення — 117 осіб (2011).
У 1975-1998 роках село належало до Остроленцького воєводства.

## Демографія
Демографічна структура станом на 31 березня 2011 року:
|          | Загалом | Допрацездатний вік | Працездатний вік | Постпрацездатний вік |
| -------- | ------- | ------------------ | ---------------- | -------------------- |
| Чоловіки | 62      | 16                 | 39               | 7                    |
| Жінки    | 55      | 12                 | 29               | 14                   |
| Разом    | 117     | 28                 | 68               | 21                   |